# Iweta Mukuczian
Iweta Mukuczian (orm. Իվետա Մուկուչյան; ur. 14 października 1986 w Erywaniu) – ormiańska piosenkarka, modelka i aktorka. Reprezentantka Armenii w 61. Konkursie Piosenki Eurowizji (2016).

## Życiorys
Urodziła się 14 października 1986 w Erywaniu, gdzie mieszkała do czasu przeprowadzki całej rodziny do Niemiec w 1992. Uczęszczała do erywańskiego przedszkola.
Zaczęła śpiewać w wieku trzech lat. W latach 1998–2006 była uczennicą katolickiej szkoły Sankt-Ansgar-Schule w Hamburgu, studiowała lingwistykę. W 2009 powróciła do Armenii, gdzie rozpoczęła studia wokalno-jazzowe w Państwowym Konserwatorium im. Komitasa Wartapeta w Erywaniu.

## Kariera
W 2009 zajęła piąte miejsce w programie Hay Superstar. W 2010 została odznaczona nagrodą Odkrycie Roku podczas uroczystej gali w Moskwie. W 2012 wzięła udział w drugim sezonie show The Voice of Germany i dostała się do drużyny Xaviera Naidoo, a z programu odpadła na etapie odcinków na żywo.
W październiku 2015 wydała teledysk do singla „Simple Like a Flower”. 14 maja 2016, reprezentując Armenię z utworem „LoveWave”, zajęła siódme miejsce w finale 61. Konkursu Piosenki Eurowizji w Sztokholmie.
26 czerwca 2017 wydała teledysk do singla „Hayastan Jan”. 11 grudnia 2022 współprowadziła 20. Konkurs Piosenki Eurowizji Junior w Erywaniu.

## Dyskografia

### Single
- 2012 – „Right Way to Love”
- 2015 – „Ari Yar”
- 2015 – „Simple Like a Flower”
- 2016 – „LoveWave”
- 2016 – „Amena”
- 2017 – „Keep on Lying”

Gościnnie
- 2012 – „Freak” (Lazzaro feat. Iweta)
- 2014 – „Summer Rain” (Lazzaro feat. Iweta)